# Constantin Ouchkov
Constantin Kapitonovitch Ouchkov (Константи́н Капито́нович Ушко́в), né en 1850 et mort en 1918, est un millionnaire et mécène russe, membre du comité de soutien du théâtre d'art de Moscou et premier actionnaire de ce théâtre.

## Biographie
Constantin Ouchkov est propriétaire avec son frère Piotr de la « Compagnie des usines chimiques P.K. Ouchkov & Cie » avec un capital de 2 400 000 roubles. C'est leur père, Kapiton Iakovlevitch Ouchkov (1813-1868), qui a fondé en 1850 une usine chimique de production de dichromate industriel à Kokchan dans l'ouïezd d'Elabouga (gouvernement de Viatka).
Vladimir Nemirovitch-Dantchenko se souvient de son mécénat:
« Ouchkov était une magnifique combinaison d'innocence, de ruse et de vanité ... J'ai eu un épisode avec lui: sur ma petite scène, j'avais depuis longtemps abandonné les décors et les avais remplacés par des sortes de tissus. 
Ces tissus étaient très usés, et j'ai demandé plusieurs fois à la direction de les changer, mais ils refusaient toujours faute de moyens. Une fois, j'ai trouvé un moment opportun et j'ai dit à Ouchkov: « Eh bien, que vous coûte-t-il de nous donner environ cinq cents roubles. La grande-duchesse nous rend souvent visite et il y a des chiffons sur la scène… » — « Entendu, — répond Ouchkov, — je t'accorde cinq cents (au bon moment, il aimait basculer sur le « tu » avec son interlocuteur). Je te donnerai ces cinq cents roubles, mais dis-moi, tu dois absolument assurer à la grande-duchesse que c'est moi qui les ai donnés… » Et voilà, c'est ainsi qu'il s'est inscrit comme premier actionnaire pour la somme de quatre mille roubles. Par la suite il a demandé plusieurs fois que l'on souligne qu'il était le premier actionnaire… »
Ouchkov possédait un grand domaine à Foros en Crimée, un important domaine de 1 300 déciatines dans le village de Novy Bouïan près de Samara et un autre domaine important à Rojdestveno dans l'ouïezd de Syzran, hérité du grand-père de sa femme.
Il meurt ruiné par la révolution d'Octobre, le 12 mai 1918, tous ses biens ayant été confisqués.

## Famille
Constantin Ouchkov épouse en premières noces, le 10 septembre 1875, Maria Grigorievna Kouznetsova (morte en 1891) petite-fille du richissime « magnat du thé », Alexeï Goubkine, et sœur d'Alexandre Kouznetsov.
Enfants:
- Grigori (1879-1922), industriel, propriétaire d'usines de chimie et du domaine viticole de Foros. Ruiné par la Révolution, il émigre par Constantinople à Athènes. Il épouse en 1898 Margarita Edouardovna Petzold, et après son divorce, en secondes noces en 1907, Lioudmila Nikolaïevna Seideler (1885-1943).
- Anna (3 mars 1878-8 janvier 1962, Boston), épouse d'Alexandre Naoumov, ministre de l'agriculture en 1915-1916.
- Alexeï (1879-1948, surnommé Xechko en famille), millionnaire producteur et négociant de thé, propriétaire de la firme «Goubkine & Kouznetsov», ayant des plantations de thé à Ceylan. Il émigre à Paris en 1922. Il épouse en premières noces Zinaïda Nikolaïevna Vissotskaïa (fille d'un professeur de pathologie chirurgicale de l'université impériale de Kazan)[3], alors qu'il est encore étudiant, mais divorce trois ans plus tard. Il se marie en secondes noces avec la ballerine Alexandra Balachova[4].
- Mikhaïl (1881-1943)[5], industriel, mécène, cofondateur et éditeur depuis 1911 de la revue Apollon. Il émigre en France dans les années 1920. Il est membre du conseil économique de la paroisse orthodoxe Saint-Serge-de-Radonège de Paris. Il épouse Sofia Iossifovna (Oriol; 1883-1964). Enfants: Vladimir, Maria, Xénia.
- Natalia (1er octobre 1881 à Moscou-11 janvier 1942 à Boston, sculptrice, seconde épouse (en 1905) du chef d'orchestre Serge Koussevitzky. Propriétaire à Moscou de l'hôtel particulier Kekouchev de style Art Nouveau.
- Alexandre, mort à douze ans de la scarlatine.

L'éducation des fils de Constantin Ouchkov est confiée à Mikhaïl Ivanovitch Lopatkine, assistant de laboratoire de l'université impériale de Kazan ; les frères Alexeï, Mikhaïl et Alexandre vivent avec la famille Lopatkine à Kazan, loin de leur père et de leur mère. L'éducation des filles est supervisée par leur père avec des gouvernantes et précepteurs à demeure.
Alexandre Naoumov fait part plus tard dans ses souvenirs de sa connaissance au début des années 1890 des filles de Constantin Ouchkov dans le domaine de ce dernier, à Novy Bouïan près de Samara. La famille Ouchkov s'y était installée pour l'été après la mort inopinée de la mère en 1891, Maria Grigorievna, née Kouznetsova (pendant l'année, la famille demeurait dans un hôtel particulier du boulevard de la Nativité). Il écrit:
« Les demoiselles Ouchkov l'année de ma rencontre avec elles étaient Anna, l'aînée âgée de quatorze ans, et la cadette, Natalia, âgée de douze ans. Elles étaient toutes les deux blondes, de taille moyenne, accompagnées de l'une ou l'autre de leurs gouvernantes. Elles me paraissaient au début plutôt fermées et peu sociables. La cadette, Natacha, semblait être plus vivante. Elle ressemblait par l'ovale et les traits du visage plutôt à son père ... Les deux sœurs recevaient une éducation sérieuse à demeure, sans parler de leur instruction et des matières enseignées, pour lesquelles leur père ne ménageait aucun effort. »
Constantin Ouchkov épouse en secondes noces à cinquante-quatre ans Theresa Eluchen (1878-1931), sœur de la seconde femme de Fedor Chaliapine, Maria. Après la mort de Constantin Ouchkov en 1918, Theresa Ouchkova émigre à Paris en 1921 et épouse le juriste (docteur en droit de l'université de Paris), Dimitri Vladimirovitch Petchorine, qui s'occupe des affaires de Chaliapine.
Enfants de Constantin et Theresa Ouchkov: Elena (1906-vers 1996, France) et Tatiana (1909-?, France).